# Giuseppe Suzzi

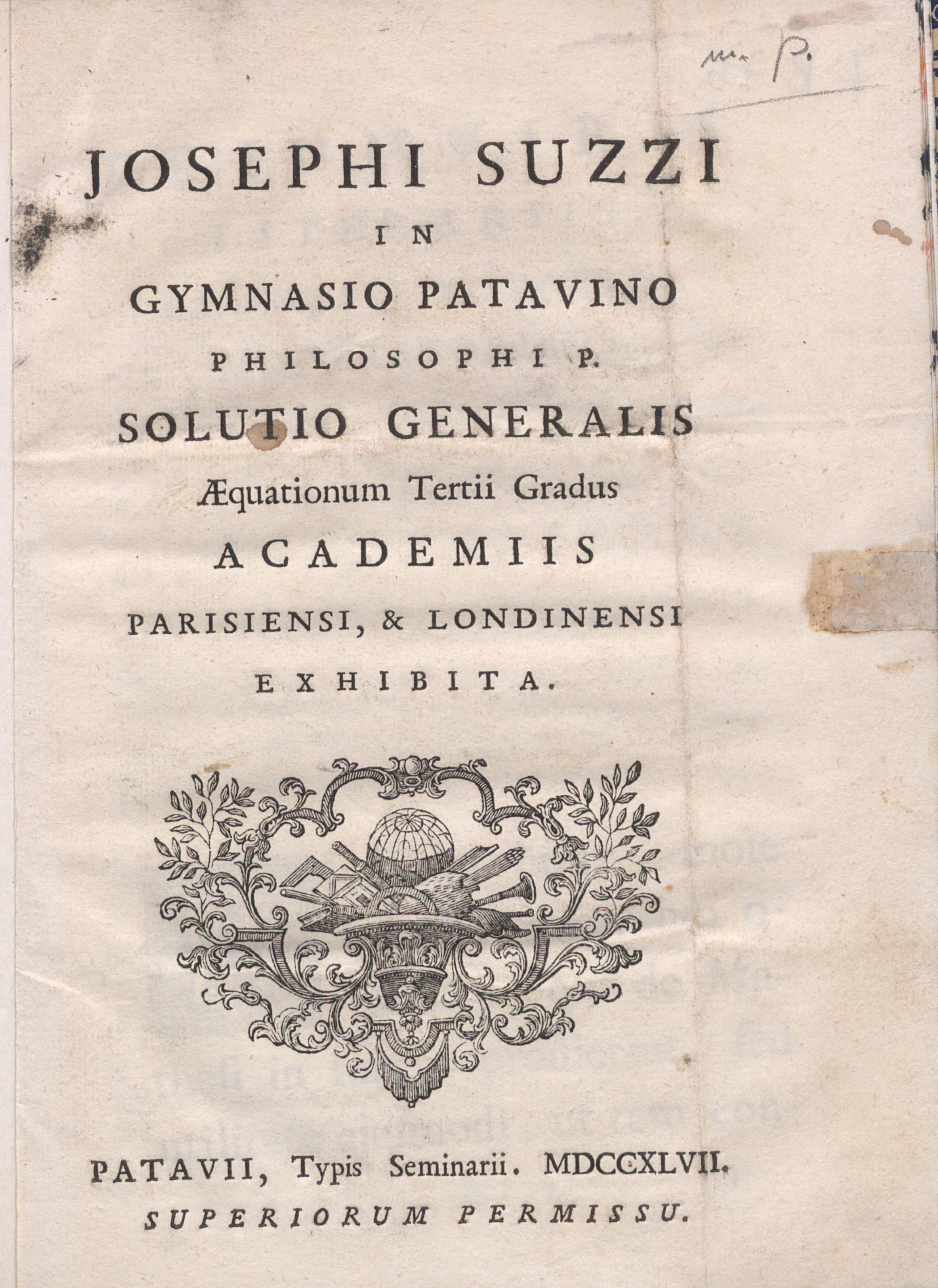
Solutio generalis aequationum tertii gradus, 1747

Giuseppe Suzzi, scritto anche Zuzzi, Sussi, Susi o Suss (Ragogna, 1701 – Venezia, 5 gennaio 1764), è stato un matematico e religioso italiano della Repubblica di Venezia.

## Biografia
Nato a Ragogna in provincia di Udine nel 1701, compì i suoi studi a Udine e in seguito a Murano (Venezia), nel seminario dei Somaschi, dove fu un importante studente di Giovanni Francesco Crivelli. Nel 1722 si trasferì all'Università di Padova, dove prese anche lezioni privatamente da Jacopo Riccati con Lodovico da Riva; queste lezioni furono pubblicate nel 1761 in un'opera postuma di Riccati, con la soluzione di molti problemi matematici di Suzzi.
Suzzi, divenuto abate, pubblicò numerose opere di analisi matematica e nel 1744 divenne professore di storia naturale a Padova, dove insegnò principalmente nella tradizione dell'aristotelismo, dando comunque spazio alle nuove idee filosofiche. Nel 1750 divenne mendro dell'Accademia dei Ricovrati di Padova (poi divenuta Accademia galileiana di scienze, lettere ed arti). Si ritirò dall'insegnamento universitario nel 1762 e morì a Venezia nel 1764.

## Opere
- (LA) Disquisitiones mathematicae, Venetiis, Domenico Lovisa, 1725.
- (LA) Solutio generalis aequationum tertii gradus, Patauii, Tipografia del Seminario Padova, 1747.